# Epapterus blohmi
Epapterus blohmi és una espècie de peix de la família dels auqueniptèrids i de l'ordre dels siluriformes.

## Morfologia
- Els mascles poden assolir 8,5 cm de longitud total.
- Nombre de vèrtebres: 49-51.[4][5]

## Hàbitat
És un peix d'aigua dolça i de clima tropical.

## Distribució geogràfica
Es troba a Sud-amèrica: conca del riu Orinoco i riu Tuy a la costa del Carib de Veneçuela.